# ブラザー・ロジェ

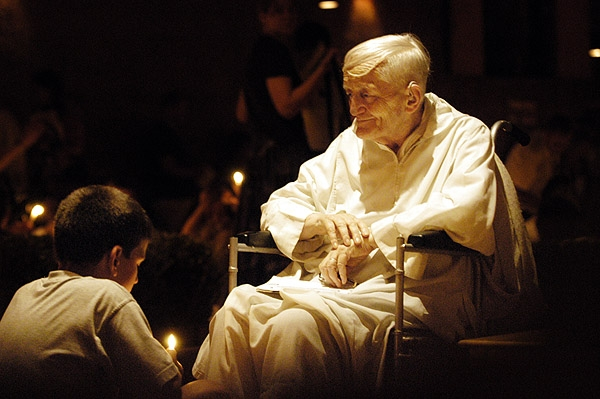
2003年テゼにて

ブラザー・ロジェ（仏：Frère Roger／英：Brother Roger）（本名：ロジェ・ルイ・シュッツ＝マルソーシュ、1915年5月12日 - 2005年8月16日 、スイス出身）は、超教派のキリスト教修道会、テゼ共同体の創始者。 
| 「                      | 教会一致の偉大な先駆者、ブラザー・ロジェは数日前、悲劇的に亡くなられました。わたしは長い間個人的に彼を知っていました。そしてわたしたちは温かい友情で結ばれていました。彼からの手紙は、わたしの心にまっすぐに語りかけてくる手紙でした。彼が霊的に生き抜いたエキュメニズムに心から聞く必要があります。そして、ブラザー・ロジェが示した道に導かれて、わたしたちは真に本質的で霊的なエキュメニズムに向かって進まねばなりません。 | 」 |
| —教皇ベネディクト十六世 | |    |

| 「                                              | 彼は優れた神学者というわけでも、いわゆる偉大な説教者といわれる人物でもありませんでした。そう、説教台に立って身振り手振りで会衆を魅了するような、そんな人ではなかった。彼は、誠実の人でした。語ったこと、行ったこと、すべてが一貫していた。その顔、姿、声、存在……彼のすべてが語っていました。平和に生きる可能性を、和解のうちに生きることができるのだと。 | 」 |
| —ローワン・ウィリアムズ師（カンタベリー大主教） | |    |

| 「                                                                                      | ブラザー・ロジェの死の劇的な状況は、彼の無防備さを明瞭に示す外側の出来事以外のなにものでもありません。その無防備さとは、神が訪れ、わたしたちの内に入ってくださるための扉。それは彼が育み大切にした扉です。 | 」 |
| —ブラザー・マルセリン・テユーズ（グランド・シャルトルーズ修道院（カルトジオ会）の院長） | |    |

| 「                              | 光があまりに明るいと、そして、わたしはブラザー・ロジェから発せられた光はあまりにまぶしかったのだと思います。それはもう耐え難いのです。そうすると、唯一の解決は、それを消すことによって光の源を除くことなのです。 | 」 |
| —ベルナール・ド・セナクレン博士 | |    |

## 生涯
改革派教会の牧師であるジュネーブ出身の父カールとフランス・ブルゴーニュ出身の母アメリーの間の9人兄弟の末子として生まれる。1937年から1940年まで初代教父を中心として、神学をストラスブールとローザンヌで学ぶ。この頃から平和と和解に生きる、教派の垣根を超えた修道会を始める直感を持つようになる。
第二次世界大戦が始まった頃、苦悩に満ちたヨーロッパで、「せめてキリスト者同士が和解できたら…」と考えたロジェは、1940年に新しい修道共同体を始める場所を探して、母の出身地フランス・ブルゴーニュ地方を旅した。ロジェがソーヌ＝エ＝ロワール県の何も無い貧しい村、テゼに行き着いたとき、「ここにとどまってください。私たちは孤独なのです。」と語る老婦人に出会い、テゼに留まることを決意した。ロジェは、テゼに住居を購入し、一人祈りと労働の生活を始めた。
第二次世界大戦の渦中にあって、テゼはドイツとの国境地帯にフランスが建設した要塞（マジノ線）からわずか数キロの所にあった。苦悩する人々との連帯して生きることが、信仰上不可欠であると考えていたロジェは、1940年から2年間、ナチスから逃れるユダヤ人亡命者の支援を行った。程なくゲシュタポに目を付けられ、匿っていた亡命者たちをスイスへ逃がすために家を離れていた際に、家宅捜索を受ける。以降、フランスに帰るのは危険だという友人の助言で、戦後までジュネーブのアパートで過ごした。
スイスでは、長年抱いていたキリスト者が和解と一致に生きる修道会について論文にまとめ、またそのビジョンに共鳴する若者3名とともに、アパートで分かち合いによる共同生活を始めた。1944年にフランスがナチスの支配から解放され、ロジェは仲間の3名とともにテゼに戻った。
戦後のフランスでは、ドイツに対する敵意と緊張が国内で高まる中、テゼ近くでドイツ人司祭が殺害される事件があった。ロジェと3名の若者は、今度はドイツ人捕虜たちを訪ね始める。そのために、テゼのブラザーに対する風当たりは厳しくなったが、ロジェは分裂のただ中で和解の道を模索する道を選んだ。また、この頃戦争で親を失った子どもたちを引き取り、その世話を手伝うためにロジェの妹が隣村に住み始めた。
その後、さらに3名のフランス人の青年たちが共同体に加わった。ロジェを始めとする7名は、1949年の復活祭に修道士（ブラザー）として教派を超えてともに修道生活をする誓願をたて、男子の修道会・テゼ共同体が正式に発足した。
教派間、とりわけカトリックとプロテスタント諸派の和解に貢献した。
一方、ブラザー・ロジェは、2005年4月の前教皇ヨハネ・パウロ2世の葬儀ミサで、司式したヨーゼフ・ラッツィンガー枢機卿（後のベネディクト十六世）から聖体を受けたため、カトリックの間で議論を引き起こした。

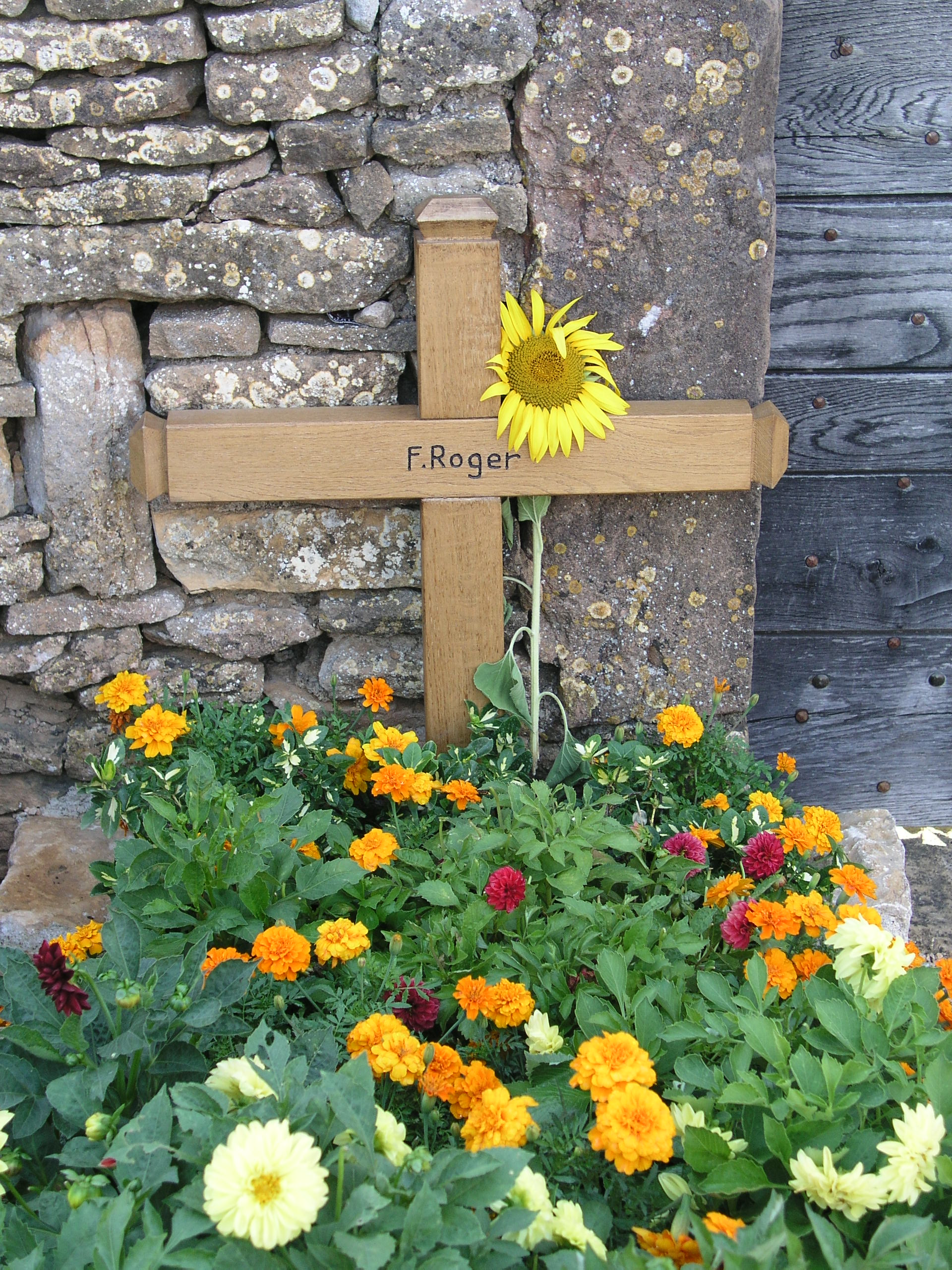
ブラザー・ロジェの墓

2005年テゼの夕べの祈りの会において、ブラザー・ロジェは、テゼを訪問中であった精神を患う女性に刺され、ほどなく死亡した。ブラザー・ロジェの葬儀で捧げられた祈りは以下のとおりである。
| 「                  | 善なる神、わたしたちは、病いによって、ブラザーロジェの人生に終止符を打った女性をあなたの赦しにゆだねます。十字架のキリストとともに、わたしたちは祈ります：父よ、彼女をお赦しください。彼女は何をしているのか知らないのです。 | 」 |
| —ブラザー・アロイス | |    |

## 受賞
- 1974年 テンプルトン賞、ドイツ書籍協会平和賞
- 1989年 カール大帝賞

## 書籍
- テゼ共同体 『愛するという選択』 黙想と祈りの集い準備会 訳（植松功 訳）、サンパウロ、2012年、ISBN 978-4-8056-0062-7
- ブラザー・ロジェ 『暗闇、それが内なる光となるために―100の祈り』 黙想と祈りの集い準備会 訳（植松功 監修）、サンパウロ、2012年、ISBN 978-4-8056-2618-4
- Kathryn Spink (2005), "A Universal Heart: The Life and Vision of Brother Roger of Taize", SPCK Publishing, ISBN 978-0-2810-5799-3
- ブラザー・ロジェ 『信頼への旅 - 内なる平和を生きる365日の黙想』 植松功 訳、サンパウロ、1997年、ISBN 978-4-8056-3879-8
- ブラザー・ロジェ 『テゼの源泉 - これより大きな愛はない』 植松功 訳、ドン・ボスコ社、1996年、ISBN 978-4-88626-176-2
- マザー・テレサ、ブラザー・ロジェ 『祈り - 信頼の源へ』 植松功 訳、サンパウロ、1996年、ISBN 978-4-8056-0446-5
- ロジェー・ルイ（ブラザー・ロジェ） 『共同体の再建設 - キリスト教一致の実存的あかし』 稗田操子訳、ユニヴァーサル文庫85、中央出版社・聖パウロ女子修道会、1970年